# Łysobyki
Łysobyki (prononciation : [wɨsɔˈbɨki]) est un village polonais de la gmina de Tłuszcz dans le powiat de Wołomin de la voïvodie de Mazovie dans le centre-est de la Pologne.
Il est situé à environ 2 kilomètres au sud de Tłuszcz (siège de la gmina), 17 kilomètres au nord-est de Wołomin (siège du powiat), et 38 kilomètres au nord-est de Varsovie (capitale de la Pologne).

## Histoire
De 1975 à 1998, le village appartenait administrativement à la voïvodie d'Ostrołęka.